# Мягков, Иван Саввич
 Иван Саввич Мягков (Мягкий) (1780—1872) — герой Отечественной войны 1812 года, капитан, участник Бородинского и Малоярославецкого сражения.

## Биография
Родился в 1780 году в семье потомственных военных; 24 апреля 1803 года вступил в службу рядовым в Московский драгунский полк; 9 января 1804 года был произведён в унтер-офицеры. 
Во время войны с Наполеоном с 3 сентября 1805 года находился в корпусе графа Бугсгевдена, который шёл на соединение с главной русской армией под командованием Кутузова через Силезию в Богемию до реки Пелицы. Во время кампании 1806—1807 годов находился в корпусе барона Беннингсена, в Пруссии: 14 декабря 1806 года сражался против французов под Голыном вблизи Пултуска, и 2 июня 1807 года под Фридландом. Во время заграничных походов 1 мая 1806 года он был назначен квартирмейстером, а 25 сентября 1807 года — аудитором. После отставки, 2 февраля 1811 года был произведён в губернские секретари.
Во время Отечественной войны 1812 года находился в разных отрядах: сначала в отряде генерал-адъютанта барона Корфа и принимал участие в ариенгардном бою при Кочергишках и в стычке под Островной; 20 августа перешёл в отряд генерал-майора Коновницына, в рядах которого он сражался под Колоцким моныстырём и при Бородине. С 27 августа, при отступлении русской армии за Москву находился в арьергарде генерал-майора Панчулидзева. Принимал участие в различных битвах, с 5 по 9 сентября находился в летучем отряде генерал-майора Дорохова, с 9 по 11 сентября в отряде генерал-майора Шевича.
Принимал участие в сражениях при Раткине (11 и 12 сентября), под Вороновым (20 и 21-го), при Тарутине (6 октября), под малым Ярославцем (14 октября), под Вязьмой (22 октября) и близ Красного. В заграничных походах сражался при Дрездене (27 апреля 1813), при Бауцене (7,8 и 9 мая) , 10 мая под Яуэром, вторично в Саксонии, под Либау, 3 и 4 сентября при деревне Пуцкау, с 1 по 10 октября под Лейпцигом. В 1814 году, с 1 по 27 января участвовал в блокаде горы Майнца и крепости Касселя; 3 марта сражался во Франции под Шалоном, с 4 по 17 апреля — в крепости Витри и при блокировании её главной французской армией. С 18 по 20 апреля участвовал в вылазке к городу Сайт-Дизе. В 1815 году находился в походе за границей: с 1 мая по 4 июля был в Царстве Польском, с 4 июля по 28 августа через Пруссию и Саксонию до Баварских границ и по 18 сентября обратно до границ России.
С 8 апреля 1813 года — прапорщик, 13 мая 1818 года был произведён в поручики, 23 ноября 1819 года в штабс-капитаны, а 21 февраля 1822 года Высочайшим приказом по болезни уволен со службы в отставку с производством в капитаны.
После своего возвращения в Воронеж Мягков построил дом, который ныне известен как Дом капитана Мягкова. Скончался 30 апреля (12 мая) 1872 года в шесть часов вечера. Похоронен на Терновом кладбище, которое (точнее, то, что от него осталось) начало облагораживаться к юбилею 1812 года.

## Память
- На доме капитана Мягкова в Воронеже, по адресу улица Коммунаров, 44, установлена мемориальная доска в его честь.
- В 2011 году в микрорайоне Шилово в Воронеже один из переулков был назван в честь капитана Мягкова.
- С 2015 года в Воронеже существует сквер имени капитана И. С. Мягкова.